# Phan Quang Đông
Phan Quang Đông tên thật là Phan Quang Tùng (1928-1964) là chỉ huy trưởng Trung tâm Kiểm Thính Huế (thực chất là cơ quan tình báo của chính quyền Ngô Đình Diệm hoạt động phía bắc vĩ tuyến 17). Sau cuộc đảo chính năm 1963, ông bị kết án tử hình.

## Hoạt động
Ông nguyên quán tại thôn Lệ Định, Sơn Tiến, Hương Sơn, Hà Tĩnh. Từ 1939 đến 1944, ông là học sinh trường Saint Baptiste de la Salle Nha Trang. Năm 1944-1945, ông học trường Chính Hóa, Vinh.
Sau Cách mạng tháng 8, ông gia nhập lực lượng giải phóng quân, nhưng đến năm 1946 thì giải ngũ vì lý do sức khỏe. Từ tháng 9 năm 1946 đến 1950, ông tiếp tục học tại trường Huỳnh Thúc Kháng, Hà Tĩnh.
Từ 1950 đến 1953, ông dạy học tại trường Tư Thục Công giáo Thiên Khải đường Nghệ Ạn.
Từ 04/1954 đến tháng 09/1954, ông học trường sinh viên Sĩ quan Thủ Đức của Quốc gia Việt Nam rồi đào ngũ.
Tháng 2/1955, ông vào làm việc cho Sở Nghiên cứu Chính trị Xã hội của bác sĩ Trần Kim Tuyến, sau đó đi học khóa tình báo tại Philippines. Từ tháng 03 năm 1956 đến tháng 10 năm 1956, ông làm Trưởng ban Phỏng vấn di cư vượt tuyến tại Quảng Trị.
Từ 10/1956 đến 7/1957, ông tham gia tổ chức các hoạt động tình báo để tìm hiểu hoạt động Bắc Việt. Ông cũng là người đứng sau tổ chức cuộc nổi dậy Quỳnh Lưu vào năm 1956.
Từ 07/1957, ông tổ chức người vượt tuyến để lấy tin tức Bắc Việt. Tháng 05/1961, ông chịu trách nhiệm xây dựng và chỉ huy Trung tâm Kiểm Thính Huế  với nhiệm vụ theo dõi việc chuyển quân và các hoạt động quân sự của quân Bắc Việt tại Lào và miền Nam.

## Bị kết án
Sau vụ đảo chính ngày 1 tháng 11 năm 1963, tổng thống Ngô Đình Diệm và cố vấn Ngô Đình Nhu bị hạ sát. Phan Quang Đông đã cho hủy toàn bộ hồ sơ, tài liệu, danh sách nhân viên và máy móc truyền tin liên lạc ngoài Bắc nhằm bảo mật và bảo vệ sinh mạng cho nhân viên, những điệp viên đang hoạt động và đang kẹt lại tại miền Bắc. Ngày 30 tháng 1 năm 1964, tướng Nguyễn Khánh và Trần Thiện Khiêm lại làm một cuộc đảo chính và bắt giam các tướng Trần Văn Đôn, Lê Văn Kim, Tôn Thất Đính, Mai Hữu Xuân và thành lập Tòa án quân sự đặc biệt đem Phan Quang Đông và Ngô Đình Cẩn ra xét xử. Phiên tòa xử Phan Quang Đông diễn ra 3 ngày tại Huế. Phan Quang Đông bị kết tội làm mật vụ cho chính quyền Ngô Đình Diệm, đàn áp, thủ tiêu, bắt giam và hành hạ dã man, tàn bạo những người đối lập. Ngày 28 tháng 3 năm 1964, Phan Quang Đông bị kết án tử hình và bị tịch thu toàn bộ tài sản. Ngày 9 tháng 5, Phan Quang Đông bị xử bắn tại sân vận động Tự Do tức sân Bảo Long ở Huế. Buổi tử hình ông diễn ra rất ghê rợn. Vợ ông khi ấy đang mang thai và sắp sinh, đã ngất lịm ngay tại pháp trường khi chứng kiến cảnh chồng bị trói vào cọc.